# Studebaker Power Hawk

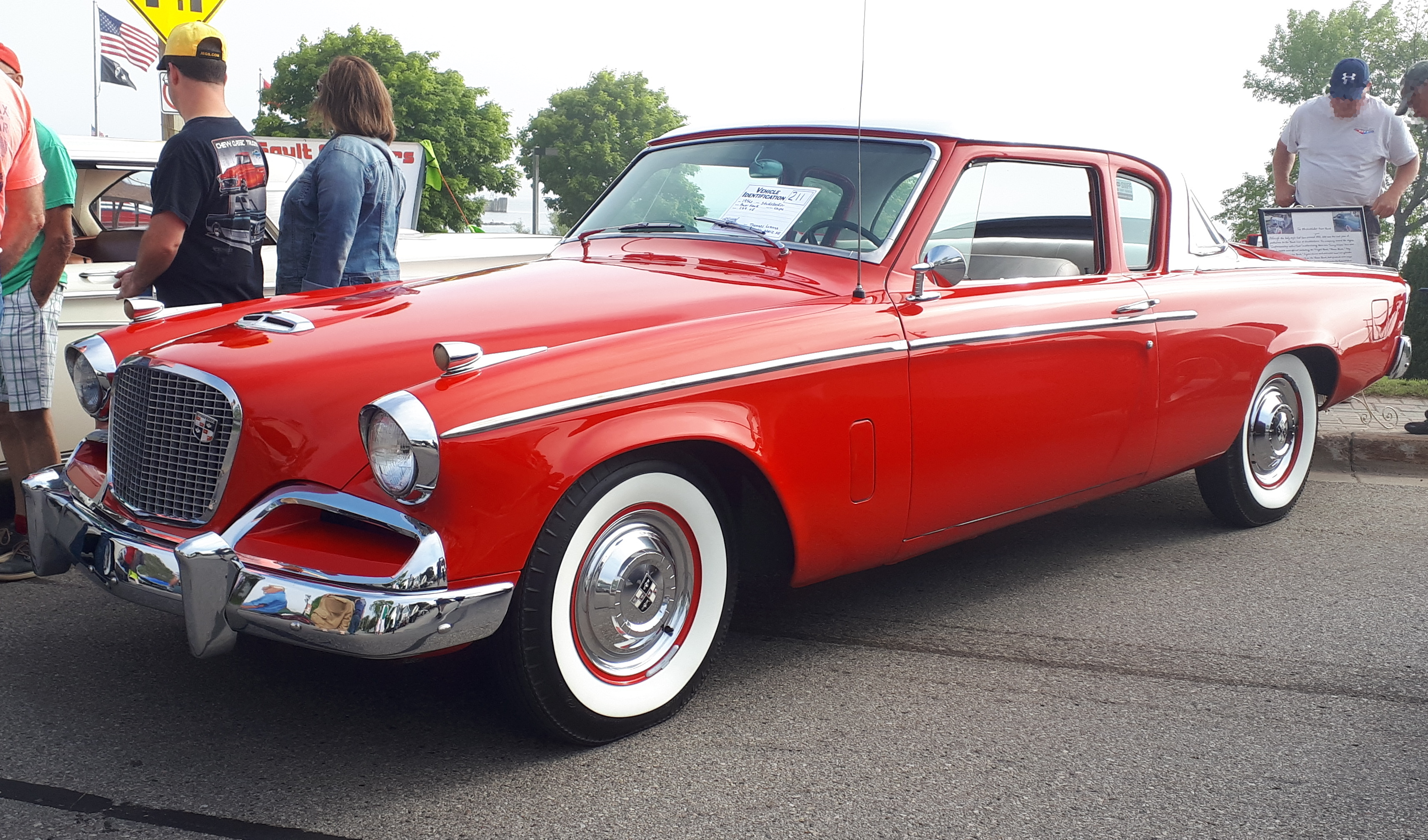
1956 Studebaker Power Hawk

Der Studebaker Power Hawk war ein 2-türiges Coupé mit B-Säulen, das nur im Modelljahr 1956 von der Studebaker-Packard Corporation hergestellt wurde. Technisch war der Power Hawk Teil der Studebaker-Commander-Serie, und er hatte dessen 4,2 Liter-V8-Motor mit 170 bhp (ca. 125 kW) Leistung und einem Doppelvergaser oder mit 185 bhp (136 kW) Leistung, optionalen Doppel-Registervergaser und doppelten Auspuffrohren. Der Power Hawk war zwischen dem Grundmodell Flight Hawk (Coupé mit B-Säulen) und dem Sky Hawk (Hardtop-Coupé ohne B-Säulen) platziert. Der Wagen kostete 2101 USD ohne Sonderausstattung und wog 1404 kg (Leergewicht).
Sowohl Power Hawk als auch Flight Hawk wurden zum Ende des Modelljahres 1956 eingestellt und Anfang 1957 durch den Silver Hawk ersetzt.